# Ministeri d'Agricultura, Indústria Alimentària i Irrigació del Kirguizstan
El Ministeri d'Agricultura, Indústria Alimentària i Irrigació del Kirguizstan (o també conegut com el Ministeri d'Agricultura, Indústria Alimentària i Reclamació de Terres o simplement Ministeri d'Agricultura, en kirguís: Кыргыз Республикасынын Айыл чарба, тамак-аш өнөр жайы жана мелиорация o la seva versió més curta: Айыл Чарба Министрлиги, en rus: Министерство сельского хозяйства, пищевой промышленности и мелиорации Кыргызской Республики) és un ministeri que s'encarrega de la situació agrària i alimentària de la República del Kirguizstan. El ministeri té les seves arrels en el Ministeri d'Agricultura i Alimentació i el Ministeri d'Indústria Alimentària de la Unió Soviètica, encara que tots dos ministeris no van precedir directament a l'actual. Des del 22 d'octubre de 2020, el ministre és Toktogaziev Tilek Mursalievich.
La gran part de l'economia rural del país es basa en l'agricultura, que inclou el conreu de certes plantes i la ramaderia, per la qual cosa el ministeri és essencial per poder garantir una producció agrícola sostinguda i un millor nivell de vida dels habitants d'aquestes zones. La indústria agrícola contribueix a aproximadament el 14.6% del PIB, per la qual cosa les polítiques aplicades pel Ministeri també tenen grans repercussions en l'economia del país. No obstant això, s'ha criticat al ministeri per ser incapaç de fer front a la disminució de l'eficiència i la productivitat d'aquesta indústria, a causa de la manca de recomanacions clares de política per part del ministeri, així com a la baixa taxa de renovació d'actius en la indústria.
El Ministeri s'ha associat amb diverses organitzacions internacionals per a combatre aquests problemes agrícoles i ambientals. Entre aquestes organitzacions es troben el Fons Internacional de Desenvolupament Agrícola i la Convenció de les Nacions Unides per la Lluita contra la Desertificació.

## Estructura
El nivell administratiu i polític immediatament inferior del ministre, qui encapçala el ministeri, està format per dos viceministres. El següent nivell estaria dividit per cinc departaments i una unitat; el Departament de Desenvolupament Agrícola, el Departament de Gestió del Desenvolupament dels PA, el Departament de Treball de l'Organització, el Departament de Treball de la CEEA, el Departament de Desenvolupament de Polítiques i Ciències de la Producció Animal i la Unitat d'Aplicació de Tecnologia Avançada.